# Can Puig-oriol
|  | No s'ha de confondre amb Can Puigoriol. |

Can Puig-oriol és una masia al nord-est del terme de Palau-solità i Plegamans (Vallès Occidental) inclosa a l'Inventari del Patrimoni Arquitectònic de Catalunya.

## Arquitectura
Aquesta masia ha sofert diferents modificacions al llarg del temps. Inicialment, tindria la tipologia típica de la comarca amb la coberta a dues vessants, però actualment la vessant esquerra es troba trencada per un cos que sobresurt i l'acabament sembla modificat. El mur primigeni és de còdols i totxo, tal com ens deixa veure l'arrebossat que ha caigut. El portal principal d'entrada a l'habitatge és d'arc de mig punt adovellat, amb la porta de fusta clavetejada i amb dues anelles per ajudar a tancar cadascun dels fulls de la porta. El ràfec de la teulada té dues filades de teules que amb el seu dibuix decoren la part superior de la façana.
Pel que fa a les finestres, al primer pis podem destacar dues de les quatre finestres que presenten un tractament decoratiu que cal ressaltar: són rectangulars, amb ampit i arc conopial. Aquests arcs presenten un acurat treball de l'intradós, amb un resultat en forma de traceries lobulades. La finestra que es troba al damunt del portal, presenta als extrems de la traceria lobulada, dos petits caps esculpits, així com elements florals en el que serien els carcanyols i les impostes.
L'altra finestra d'aquest parell destacat presenta al seu temps elements decoratius de caràcter floral, esculpits a les mateixes traceries, i a les impostes de nou rosetes a més a més de dos caps i dos representacions animals. A sobre d'aquesta finestra es troba representat un ocell amb una branca d'olivera o de llorer al bec. Es tractaria d'un oriol, un ocell de plomatge groc viu i ales i cua negres o verdoses, que habita en els boscos caducifolis. Aquesta figuració podria informar, d'una banda, del tipus d'ocell que habita els boscos dels voltants, i d'altra banda, el cognom dels habitants de la casa.

## Història
Oriol és un cognom de noble i antic llinatge de Catalunya. Té el seu origen a Flix. En el fogatge de 1427 de la Parròquia o Quadra de Sant Genís de Plegamans (homens desgleya), pel cens de maridatge surt un Bartomeu Puig Oriol. En el segle xvi, en el fogatge de 1515 de la Vegueria de Barcelona, en el terme de Plegamans, tenim a Pere Puig Oriol; el 1552 com a nom de cap de casa tenim a Pere Puigoriol. Això demostra que els Puigoriol constitueixen una de les famílies més antigues amb l'establiment de la casa molt a principis del segle xv. Perdé el nom al segle xix i ara es diuen Esmandia. Viuen a Barcelona. La masia té masovers.